# 던전 안의 사람
던전 안의 사람(ダンジョンの中のひと, Dungeon People)은 후타미 스이가 쓰고 그린 일본 만화 시리즈이다. 2020년 6월부터 후타바샤의 웹 코믹 액션 웹사이트에서 연재되었으며, 2023년 8월 기준 단행본 4권으로 챕터가 수집되었다. OLM이 제작한 일본의 애니메이션 TV 시리즈 각색은 2024년 7월 첫 방송될 예정이다.

## 평가
이 만화는 2021년 다음에 올 만화대상 디지털 부문 후보 50개 중 하나였다.
2024년에는 망각 배터리와 함께 제2회 라쿠텐 고보 전자책 대상 '지금 읽고 싶다' 부문 대상을 수상했다.

## 같이 보기
- 마법소녀 따위 이제 됐으니까.